# Gnathopleura bugabensis
Gnathopleura bugabensis är en stekelart som först beskrevs av Cameron 1887.  Gnathopleura bugabensis ingår i släktet Gnathopleura och familjen bracksteklar. Inga underarter finns listade i Catalogue of Life.